# Antygon I Jednooki

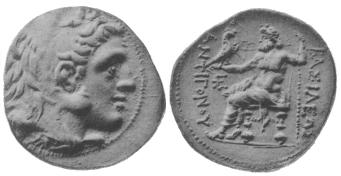
Moneta Antygona. Grecka inskrypcja głosi: ΒΑΣΙΛΕΩΣ ΑΝΤΙΓΟΝΟΥ (Król Antygon)

Antygon Jednooki (gr. Antygonos Monophthalmos lub Kyklops) (ur. ok. 382 p.n.e., zm. 301 p.n.e.) – wódz Aleksandra Wielkiego, jeden z diadochów, syn satrapy indyjskiego Filipa, ojciec Demetriosa Poliorketesa, założyciel macedońskiej dynastii Antygonidów. Początkowo był satrapą Wielkiej Frygii, później po śmierci Aleksandra całej zachodniej Azji Mniejszej. W pierwszej fazie walk diadochów górował nad innymi konkurentami, dążył do przejęcia kontroli nad całym obszarem państwa Aleksandra. Zdolny dowódca i administrator, człowiek o dużej charyzmie.

## Kariera podczas kampanii Aleksandra Wielkiego
Antygon był znacznie starszy od Aleksandra – równy wiekiem ojcu króla, Filipowi. Na początku perskiej kampanii dowodził sprzymierzoną grecką piechotą. Pierwsze ważne, samodzielne stanowisko otrzymał w 333 p.n.e., kiedy armia macedońska opanowała zachodnią Azję Mniejszą – został satrapą Wielkiej Frygii, wtedy kluczowego obszaru, ze względu na wielkość oraz położenie na przecięciu wielu szlaków po których mogły poruszać się armie. W 332 p.n.e. pokonał trzy armie perskie, które wkroczyły do Lidii. Dzięki energicznym działaniom udało mu się zażegnać niebezpieczeństwo przecięcia lądowych szlaków komunikacyjnych pomiędzy armią Aleksandra a Macedonią, choć perskich sił w Azji Mniejszej nie udało się definitywnie zwyciężyć.

## Po śmierci Aleksandra
W 323 p.n.e. – przy podziale spadku po Aleksandrze – uzyskał Frygię i Pamfilię. W 321 p.n.e. razem z Kraterosem, Lizymachem, Ptolemeuszem i Antypatrem utworzył koalicję przeciwko rosnącemu w siłę Perdikkasowi (wspieranemu przez Eumenesa), regentowi następców Aleksandra (upośledzonego Filipa III i młodziutkiego Aleksandra IV). Perdikkas zginął nad Nilem, lecz Eumenesowi udało się pokonać Kraterosa (który zginął w bitwie). Jeszcze w 321 p.n.e. sojusznicy zebrali się na zjeździe w Triparadejsos, by dokonać nowego podziału państwa Aleksandra – Antygon otrzymał tytuł stratega Azji oraz zadanie wykonania wyroku śmierci, jaki zaocznie wydano na Eumenesa.
W 319 p.n.e. zmarł Antypater, wyznaczając na swojego następcę (na stanowisku regenta) Polyperchona. Syn Antypatra- Kassander, niezadowolony z testamentu, uciekł do Antygona, otrzymał od niego wsparcie (oraz od Lizymacha i Ptolemeusza) i rozpoczął działania wojenne w Macedonii.
Tymczasem rozprawa Antygona z Eumenesem (z którym sprzymierzył się Polyperchon) była długa i niełatwa. Walki toczyły się w Azji Mniejszej, Syrii i w końcu w Iranie. Ostateczne rozstrzygnięcie nastąpiło w 316 p.n.e. – zdradzony przez armię po nierozstrzygniętej bitwie, Eumenes został uwięziony przez Antygona i stracony.

## Przeciw wszystkim diadochom

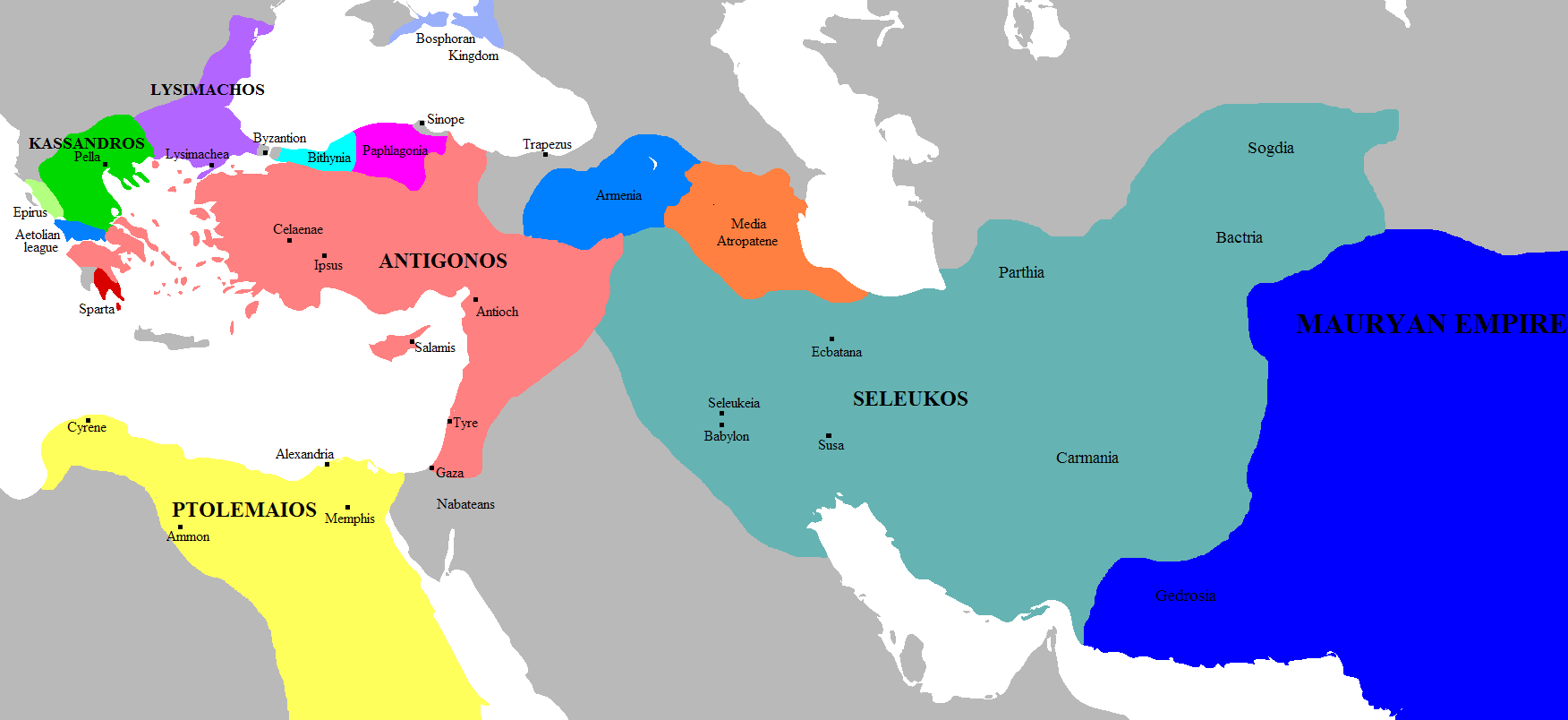
Królestwa Antygona i jego rywali ok. 303 p.n.e.

W 315 p.n.e. Antygon wypędził z Babilonii Seleukosa (ten schronił się na dworze Ptolemeusza). Nadmierny wzrost potęgi jednego diadocha natychmiast spowodował zawiązanie się wrogiej mu koalicji pozostałych, czyli Ptolemeusza (u boku którego stał Seleukos), Lizymacha i Kassandra. W początkowych walkach Antygon zdobył resztę Azji Mniejszej i usunął przyczółki Ptolemeusza z Syrii, zostając tym samym władcą niemal całej azjatyckiej części imperium Aleksandra. Dalsze walki toczyły się na kilku frontach – Antygon osobiście dowodził działaniami przeciwko Lizymachowi w Tracji, jego syn Demetrios walczył z Ptolemeuszem, dowódcy Antygona z Kassandrem w Grecji. Nie przyniosły one jednak władcy Azji decydujących rozstrzygnięć (m.in. w 312 p.n.e. bez powodzenia próbował zdobyć nabatejską Petrę), jedynie straty: porażka Demetriosa pod Gazą w 312 p.n.e. umożliwiła Seleukosowi wkroczenie do Babilonu w tym samym roku i odzyskanie Mezopotamii. W 311 p.n.e. zawarto pokój, w wyniku którego Antygon miał zatrzymać całą Azję. Porozumienie nie obejmowało Seleukosa, ten jednak zdołał się obronić na swoim terytorium, a także rozszerzyć swoje władztwo na wschód.
Podczas tej wojny Antygon posłużył się hasłem wolności miast greckich, chcąc zwrócić część polis przeciwko Kassandrowi i Ptolemeuszowi. Został patronem tzw. Związku Wyspiarzy obejmującego miasta Cyklad.
Zawarty pokój nie był trwały w toku kolejnych działań wojennych Antygon zdobył hegemonię morską, oparła mu się tylko Rodos, którą bezskutecznie oblegał Demetrios (305/304 p.n.e.). W 306 p.n.e. Antygon ogłosił się królem (gr. basileus) ogłaszając się dziedzicem Aleksandra (nie żyli już jego następcy), wkrótce podobnie postąpili inni diadochowie. W 303 p.n.e. Demetrios zajął Korynt, po czym przyłączyła się do niego cała Achaja, Elida i część Arkadii. W 302 p.n.e. Antygon wraz ze swoim synem odnowił Związek Koryncki (powołany przez Filipa Macedońskiego w 337 p.n.e.).

## Klęska i śmierć
W 301 p.n.e. doszło do wielkiej bitwy diadochów pod Ipsos we Frygii, gdzie osobiście dowodzili Antygon oraz Kassander, Lizymach i Seleukos. Antygon poniósł klęskę i zginął, zwycięzcy podzielili jego imperium:
- Syrię, północną Fenicję, północną Mezopotamię i wschodnią Azję Mniejszą zagarnął Seleukos
- Palestynę, południową Fenicję i Cypr – Ptolemeusz
- Zachodnią Azję Mniejszą – Lizymach
- i Środkową Grecję z Wyspami Egejskimi – Kassander

## Potomkowie
Demetrios uciekł spod Ipsos, zachował wielką flotę, część Grecji i wysp Morza Egejskiego, Cypr oraz przyczółki w Fenicji. Walczył z resztą diadochów z mniejszymi lub większymi sukcesami (śmierć Kassandra otworzyła mu drogę na tron Macedonii). W 286 p.n.e. został jednak schwytany przez Seleukosa i parę lat później zmarł. Jego syn Antygon Gonatas, dysponujący wprawdzie tylko przyczółkami w Grecji i flotą, zdołał jednak wykorzystać sprzyjającą sytuację polityczną (m.in. najazd Galów) i po kilku latach został królem Macedonii. Jego potomkowie – Antygonidzi, panowali do czasów Perseusza (pojmanego przez Rzymian w 168 p.n.e., którzy zlikwidowali jego państwo).